# ريفانازانو تيرم (بافيا)
ريفانازانو تيرم (بالإيطالية: Rivanazzano Terme)‏ هي بلدة تقع في مقاطعة بافيا بإقليم لومبارديا في شمال إيطاليا. تبلغ مساحة هذه المدينة 29 (كم²)، وترتفع عن سطح البحر م، بلغ عدد سكانها 4725 نسمة في عام 2004 حسب إحصاء المعهد الوطني للإحصاء.

## السكان
في سنة 1861 بلغ عدد السكان 2٬327 نسمة، وتطور العدد ليصل في سنة 2011 لـ 5٬186 نسمة.
يظهر هذا المخطط البياني تطور النمو السكاني لـ ريفانازانو تيرم (بافيا)